# Mareanka, Petropavlivka
Mareanka (în ucraineană Мар`янка) este un sat în comuna Vasîlivka din raionul Petropavlivka, regiunea Dnipropetrovsk, Ucraina.

## Demografie
Componența lingvistică a localității Mareanka
     Ucraineană (98,48%)
     Rusă (1,52%)
Conform recensământului din 2001, majoritatea populației localității Mareanka era vorbitoare de ucraineană (98,48%), existând în minoritate și vorbitori de rusă (1,52%).